# (575) Renate
(575) Renate – planetoida z pasa głównego asteroid okrążająca Słońce w ciągu 4 lat i 33 dni w średniej odległości 2,56 j.a. Została odkryta 19 września 1905 roku w Landessternwarte Heidelberg-Königstuhl w Heidelbergu przez Maxa Wolfa. Nazwa planetoidy pochodzi od imienia Renate (została zainspirowana literami oznaczenia asteroidy [1905 RE] w imieniu REnate). Przed jej nadaniem planetoida nosiła oznaczenie tymczasowe (575) 1905 RE.